# جاك بوشيه دو بيرث
جاك بوشيه دو بيرث (بالفرنسية: Jacques Boucher de Perthes)‏ (10 سبتمبر 1788م - 5 أغسطس 1868م)، وأحيانا يُعرف باسم بوشيه دو بيرث، هو عالم آثار فرنسي وجامع تُحف معروف باكتشافاته للأدوات المصنوعة من الصوان في الثلاثينيات من القرن التاسع عشر التي وجدها في حصى بعض الوديان.

## حياته
وُلد بوشيه دو بيرث في ريثل، أردين وكان الابن الأكبر لجول أرماند بوشيه وهو عالم نباتات وظابط جمارك، ولإتيان جان ماري دو بيرث. عام 1802م التحق بالحكومة حيث عمل موظفًا بالجمارك. واجبات عمله أبقته لمدة 6 سنوات في إيطاليا، ولكن عند عودته عام 1811م وجد تغيرات سريعة في الديار، وفي النهاية في مارس 1825م عُين مكان والده مديرًا للديوان (مكتب الجمارك) في أبفيل حيث قضى بقية حياته.
كرس كل وقت فراغه لدراسة ما عُرف بعدها بالعصر الحجري وإنسان عهد ما قبل الطوفان كما عبر عنه. في عام 1830م تقريبًا وجد في حصى وادي سوم أدوات كانت - في رأيه - دليل على أعمال يدوية بشرية، ولكنه لم يُعلن للعامة الاكتشاف الهام لأدوات عمل هامة مصنوعة من بقايا الفيل والخرتيت قبل مرور سنوات، وكان ذلك 1846م.

## روابط خارجية
- جاك بوشيه دو بيرث على موقع الموسوعة البريطانية (الإنجليزية)